# Reghina Esina
Reghina Esina (n. 17 iunie 1921, Chișinău, România – d. 2002) a fost o solistă de operă și pedagogă moldoveancă.
Studiază la Școala de muzică din Omsk în anii 1942–1945 și la Conservatorul „Gavriil Musicescu” din Chișinău (1945–1950), la profesoara Lidia Babici.
Debutează pe scena Teatrului de Operă din Chișinău în 1946, după care în 1948 se mută la Filarmonica din Chișinău. Din 1950 joacă pe scena Teatrului muzical-dramatic „A. Pușkin”, iar în 1956 revine la Teatrul de Operă. Printre rolurile jucate se numără:
- Stela în Vântul liber⁠(d);
- Liubașa în Valsul de Sevastopol⁠(d);
- Irina în Nuntă la Malinovka⁠(d);
- Mărioara în Fericirea Mărioarei;
- Katerina în Roza vânturilor;
- Olesea în Trembita⁠(d);
- Panocika în Noapte de mai⁠(d);
- Irina în Fiul clovnului;
- Florica în Grozovan;
- Tatiana în Evgheni Oneghin;
- Marfa în Mireasa țarului⁠(d) etc.

Reghina Esina a fost președina Clubului Veteranilor de pe lângă Societatea Teatrală din Moldova în anii 1972–1990. Este distinsă cu titlul „Lucrător Eminent al Culturii din RSS Moldovenească” și cu Ordinul „Insigna de Onoare” (1960).